# Дуглас, Дэвид, 12-й маркиз Куинсберри
Дэвид Харрингтон Ангус Дуглас, 12-й маркиз Куинсберри (англ. David Douglas, 12th Marquess of Queensberry; род. 19 декабря 1929 года) — англо-шотландский аристократ и дизайнер керамики.

## Биография и образование
Он родился 19 декабря 1929 года в Лондоне. Старший сын Фрэнсиса Дугласа, 11-го маркиза Куинсберри (1896—1956), и его единственный сын от второй жены, художницы Кэтлин Сабин Манн (замужем в 1926 — разведена в 1946). Его бабушка и дедушка по материнской линии — художник-декоратор Долли Манн (урожденная Флоренс Сабин-Песли) и художник Харрингтон Манн. Он получил образование в Итонском колледже. Он сменил своего отца в 1954 году.

## Карьера
Он служил в Королевской конной гвардии. В 1950-х годах он работал в гончарной промышленности. С 1959 по 1983 год он был профессором керамики в Королевском колледже искусств. Он входит в Совет ремесел, был президентом Ассоциации дизайна и промышленности с 1976 по 1978 год, является членом Дипломированного общества дизайнеров (и лауреатом медали Минервы, высшей награды Общества), а также был старшим научным сотрудником Королевского колледжа искусств с 1990 года и профессором керамики там.
В соответствии с Законом о пэрах 1963 года, который вступил в силу в августе того же года, все шотландские пэры получили места в Палате лордов по праву. Это право было утрачено под Палатой лордов акта 1999 года, которая предусматривает, что «[никто] не может быть членом Палаты лордов на основании наследственного пэрства». Как наследственный пэр, маркиз Куинсберри выступил в Палате лордов во время прохождения Акта о половых преступлениях 1967. Он пояснил, что в 2016 году он был рад связать свою семью с либерализации мера, как «Куинсберри имя стало настолько связаны с тем, как Оскар Уайльд был посажен к позорному столбу в 1895 году».

## Личная жизнь
Маркиз Куинсберри был женат трижды. 18 июля 1956 года он женился первым браком на Энн Джонс (актриса Энн Куинсберри), от брака с которой у него было две дочери. Супруги развелись в 1969 году. Дети от первого брака:
- Леди Эмма Кэтлин Дуглас (род. 13 сентября 1956), вышла замуж в 1986 году за Деймона Льюиса Винсента
- Леди Элис Дуглас (род. 23 июля 1965), 1-й муж с 1989 года Али Уган (развод); 2-й муж с 1995 года Саймон Мелиа

10 июля 1969 года он женился вторым браком на Александре «Лексе» Мэри Клэр Уиндем-Сич, дочери преподобного Гая Уиндема Сича и Жан Дениз Теобальд). Они развелись в 1986 году. У супругов было три сына и дочь:
- Шолто Фрэнсис Гай Дуглас, виконт Драмланриг (род. 1 июня 1967), узаконен решением лорда Льва, когда его родители поженились[6].
- Леди Кейт Корделия Саша Дуглас (род. 21 ноября 1969), вышла замуж в 1999 году за Тома Вайссельберга
- Лорд Майло Люк Дикон Дуглас (6 апреля 1975 — 21 июля 2009)
- Лорд Торкил Оберон Тобиас Дуглас (род. 2 ноября 1978).

3 июля 2000 года маркиз Куинсберри женился третьим браком на китаянке Сюэ-Чунь Ляо (廖雪君), от которой имел дочь:
- Леди Бет Шан Линг Дуглас (7 августа 1999 — 7 марта 2018), узаконенная позже в 2000 году браком её родителей[7].

Старший, но незаконнорожденный сын маркиза Куинсберри, Эмброуз Джонатан Кэри (род. 14 ноября 1961), возглавляет британскую фирму по безопасности и разведке. Его сводная сестра Кэролайн Кэри (род. 1959), студентка английского художественного факультета, вышла замуж за покойного Салема бен Ладена (1946—1988), бывшего главы глобальной семейной корпорации Бен Ладен. Эмброуз Кэри женат с 1995 года на Кристине Уир, дочери покойного сэра Майкла Скотта Уира (1925—2006) и его первой жены Элисон Уокер. У них двое сыновей, Ангус Кэри-Дуглас и Джеймс Кэри-Дуглас. Поскольку Эмброуз незаконнорожденный, он и двое его сыновей не имеют права на титул маркиза Куинсберри и вспомогательные титулы.
У маркиза Куинсберри есть несколько братьев и сестер. От первой жены своего отца у него есть старшая сводная сестра, леди Патриция Дуглас, дочь которой, графиня Эмма де Бендерн, была первой женой обозревателя светской хроники Найджела Демпстера (1941—2007). У него есть покойная сестра, леди Джейн Кори-Райт (1926—2007), которая была дважды замужем за Дэвидом Артуром Кори-Райтом из семьи баронетов Кори-Райт. У него есть младший сводный брат, лорд Гавейн Дуглас (род. 1948), который женат, имеет детей, одного сына и пять дочерей.